# The Legend of Zelda: Tears of the Kingdom
The Legend of Zelda: Tears of the Kingdom är ett actionäventyrsspel till Nintendo Switch och en direkt uppföljare till The Legend of Zelda: Breath of the Wild.
Spelet utannonserades för första gången 11 juni 2019 i form av en trailer under en Nintendo Direct, med den provisoriska titeln Sequel to The Legend of Zelda: Breath of the Wild, utan något datum. 
Den 15 juni 2021 släpptes ytterligare en trailer som avslöjade att spelet skulle lanseras någon gång under 2022. I mars 2022 sköts lanseringen upp till våren 2023.
Den 13 september 2022 avslöjades titeln Tears of the Kingdom, samt spelets logotyp och lanseringsdatumet 12 maj 2023 i samband med att en trailer visades under en Nintendo Direct-sändning.
Den 8 februari 2023 visades en ny trailer upp under en Nintendo Direct-sändning som avslöjade knapp information om bland annat spelets handling, röster till två av spelets karaktärer, en ny del av underjorden och nya sätt att ta sig runt i luften med hjälp av olika flygredskap. Till skillnad från trailern från 2022 var stämningen mycket mörkare och mer i stil med spelets första teaser.
Spelet släpptes den 12 maj 2023 och sålde 10 miljoner kopior på tre dagar, vilket gör det till det snabbaste säljande spelet i The Legend of Zelda-serien och det snabbaste säljande Nintendo-spelet i både Nord- och Sydamerika.
Till The Legend Of Zelda: Tears Of The Kingdom finns även att skaffa "Collectors edition" där det ingår en stealbox, en ICONART metallaffisch, en konstbok och ett "Pin set".

## Handling
Spelaren spelar än en gång som Link, men denna gången i ett förändrat Hyrule. Spelets producent Eiji Aonuma har bekräftat att spelet återanvänder världen från Breath of the Wild, men med nya inslag och en ny berättelse. Dessutom tillkommer nya platser att utforska i himlen ovanför, och grottor under Hyrule.  